# 2531 Cambridge
2531 Cambridge è un asteroide della fascia principale del diametro medio di circa 19,15 km. Scoperto nel 1980, presenta un'orbita caratterizzata da un semiasse maggiore pari a 3,0072652 UA e da un'eccentricità di 0,0572195, inclinata di 11,03854° rispetto all'eclittica.
L'asteroide porta il nome di due località, una britannica e l'altra statunitense, entrambe rinomate in quanto sedi di prestigiose università.